# Бакл, Джеймс Десмонд
Джеймс Десмонд Бакл (англ. James Desmond Buckle; 29 марта 1910, Аккра — 25 октября 1964, Лондон) — ганский политик, радикальный коммунист-националист, профсоюзный деятель и революционер британской колонии Золотой Берег (ныне Гана), международный борец за свободу, антиимпериалист, первый африканский член Коммунистической партии Великобритании, член Постоянного комитета Всемирного конгресса сторонников мира от Южно-Африканского Союза.

## Биография
Сын богатого адвоката Видала Джеймса Бакла, получившего образование в Британии и его женой Эллен Конаду Бакл, члена известной семьи Баннерман. Её прадед, Джеймс Баннерман, торговец из Англии, был губернатором Золотого берега в 1850-х годах.
Был отправлен в Англию для обучения в Колледже Труро в Корнуолле. В 1928 году поступил в Университетский колледж Лондона. Во время учёбы стал активным членом Коммунистической партии, что вызвало серьезную тревогу среди его консервативной буржуазной семьи. Поэтому не смог закончить медицинское образование в Университетском колледже Лондона, в основном, из-за отсутствия финансовой поддержки как со стороны правительства, так и со стороны семьи.
В 1930-х годах Десмонд начал активно заниматься политикой в студенческой среде в Великобритании, был членом и лидером студенческих и политических организаций чернокожих студентов, включая Лигу цветных народов, Ассоциацию студентов Золотого берега и др. Придерживался радикальных политических позиций. В октябре 1937 года в одном из регулярных дебатов Ассоциации он высказал предложение, согласно которому «Ассоциация отказывается бороться за Британскую империю». Был главным противником движения, «что спасение Золотого берега находится в тесном сотрудничестве с Британской лейбористской партией».
В борьбе за национальное освобождение против империализма Д. Бакл играл выдающуюся роль в течение более чем тридцати лет. Был одним из первых африканских марксистов, членом Коммунистической партии Южной Африки, соратником всех африканских борцов за свободу..
Умер от рака желудка в больнице Лондона и был похоронен на Хайгейтскоем кладбище.

## Избранные публикации
- Imperialist Terror in Kenya, World News (1952)
- Africa in Ferment, The Trinity Trust (1953)
- «Africa in Ferment» by Desmond Buckle, pp. 19-22, Labour Monthly (1953)
- «Civil Liberty in the Empire», Labour Monthly (1941)
- «North Africa Shakes France», Labour Monthly, April 1958, pp. 175—179